# Chung Do Kwan
Chung Do Kwan est une école d'arts martiaux, et plus précisément de karaté coréen (Tang Soo Do), fondée par Lee Won-kuk en 1944, à Séoul, sous l'occupation japonaise. C'est la plus ancienne des neuf écoles pionnières qui rejoignirent dans les années 1960 la KTA (Korea Taekwondo Association (en)), première fédération de taekwondo.